# Rolls-Royce Silver Dawn

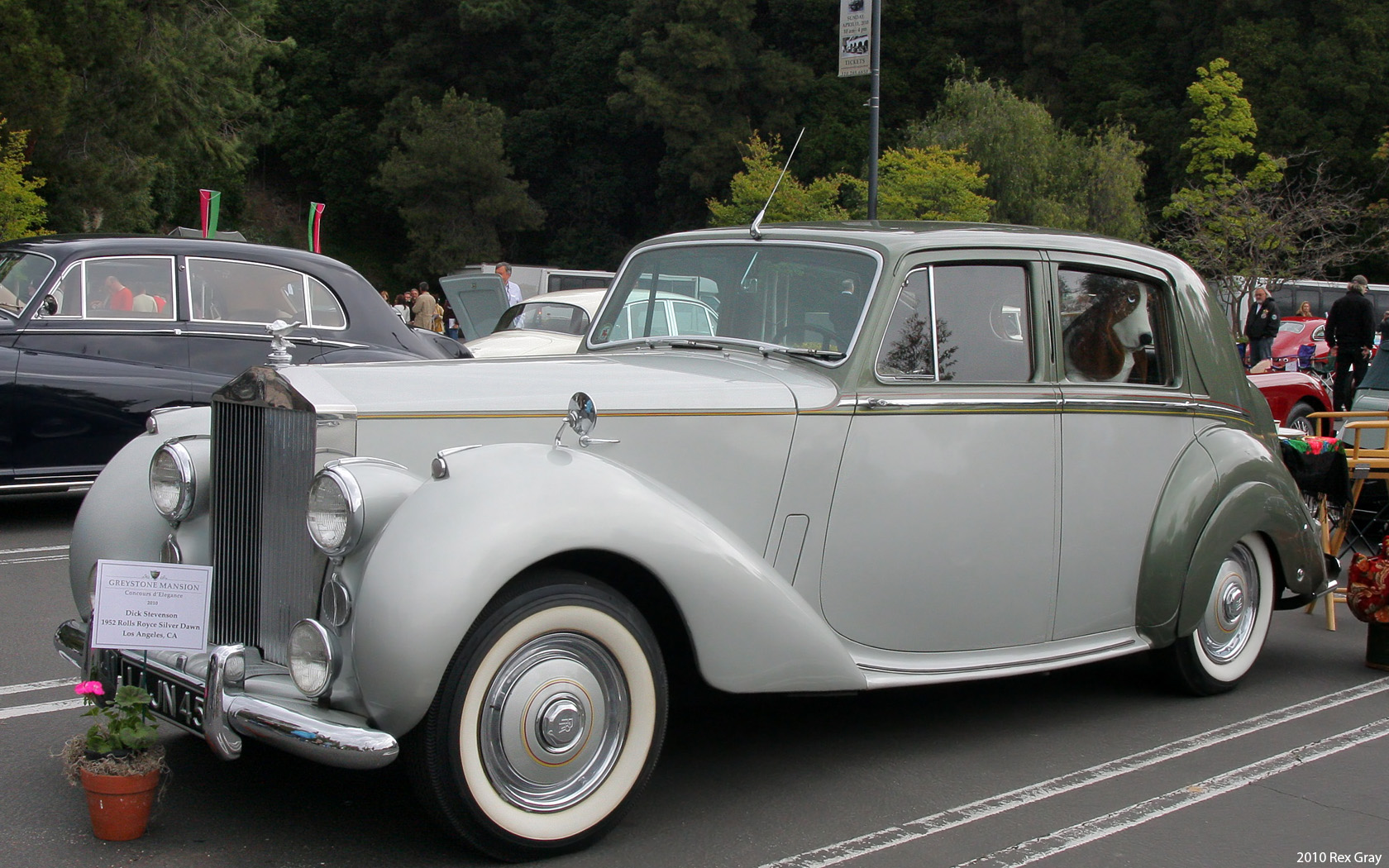
Coche de 1952 exportado al mercado norteamericano.

El Rolls-Royce Silver Dawn es un coche que fue producido por Rolls-Royce en su factoría de Crewe entre 1949 y 1955. Fue el primer coche de Rolls-Royce en ser ofrecido con una carrocería de la fábrica que compartía, conjuntamente con el chasis, con el Bentley Mark VI hasta 1952 y desde entonces con el Bentley R Type hasta que finalizó la producción en 1955. El coche fue primero introducido como un modelo solo de exportación. Los modelos con el volante a la izquierda tenían una caja de cambios de columna, mientras que los modelos con el volante a la derecha tenían un cambio marchas sobre el suelo junto a la puerta. Solo con el modelo basado en el R Type fue oficialmente disponible en el mercado local, desde octubre de 1953.
Solamente se produjeron 760 vehículos entre 1949 y 1955. Los primeros modelos hasta cerca de mayo de 1954 tenían un salpicadero diferente del Bentley Mk.VI y el 'R' Type, y fueron equipados con un sistema de escape único. Los últimos modelos, desde las series de chasis SRH, tenían el estilo del salpicadero y el doble sistema de escape que el colocado en el Bentley 'R' Type. En toda la historia de producción del vehículo, todos los paneles y mamparos del cuerpo del vehículo, eran ligeramente diferentes de los del Bentley.
El motor de seis cilindros en línea tenía entrada superior y válvulas de escape laterales y tenía una capacidad de 4.257 cc hasta 1951 cuando se amplió a 4.566 cc. El carburador era único de diseño Stromberg hasta 1952 cuando fue sustituido por un Zenith.
La suspensión era independiente, en la parte delantera con muelles helicoidales mientras que en la parte trasera del eje rígido se utilizaron suspensiones ballesta elípticas. El coche tenía un chasis separado construido con el remachado tradicional hasta 1953 a partir de lo cual fue soldado. Se utilizaron frenos de tambor servo asistidos de 12,25 plg (311 mm), operados hidráulicamente en la parte delantera pero conservando el accionamiento mecánico en la parte trasera. Aunque muchos coches fueron equipados con carrocerías y cuerpo de fábrica, muchos fueron provistos de fabricantes de carrocerías externos. 

## Rendimiento
Un Silver Dawn de fábrica con transmisión automática probado por la revista The Motor en 1954 tenía una velocidad máxima de 94,0 mph (151,3 km/h) y podía acelerar de 0-60 mph (96,6 km/h) en 15.2 segundos. Se registró un consumo de carburante de 18,3L por cada 100 km. El coche de prueba costaba £4704 incluyendo impuestos.